# Drage (Rakovica)
Drage is een plaats in de gemeente Rakovica in de Kroatische provincie Karlovac. De plaats telt 30 inwoners (2001).